# Червито-Канфора (Салерно)
Червито-Канфора је насеље у Италији у округу Салерно, региону Кампанија.
Према процени из 2011. у насељу је живело 326 становника. Насеље се налази на надморској висини од 181 м.